# Longpré-le-Sec
Longpré-le-Sec é uma comuna francesa na região administrativa de Grande Leste, no departamento de Aube. Estende-se por uma área de 15,71 km². Em 2010 a comuna tinha 91 habitantes (densidade: 5,8 hab./km²).